# Soudruh
Soudruh (ženská forma soudružka) je titul, který k vzájemnému oslovování užívali a užívají příslušníci některých levicových seskupení, zvláště pak komunistických. Byl také užíván jako úřední oslovení v mnoha zemích s komunistickým režimem. V psaných textech se obecně užívala zkratka „s.“ pro obě pohlaví i pro množné číslo.

## Etymologie a změny významu

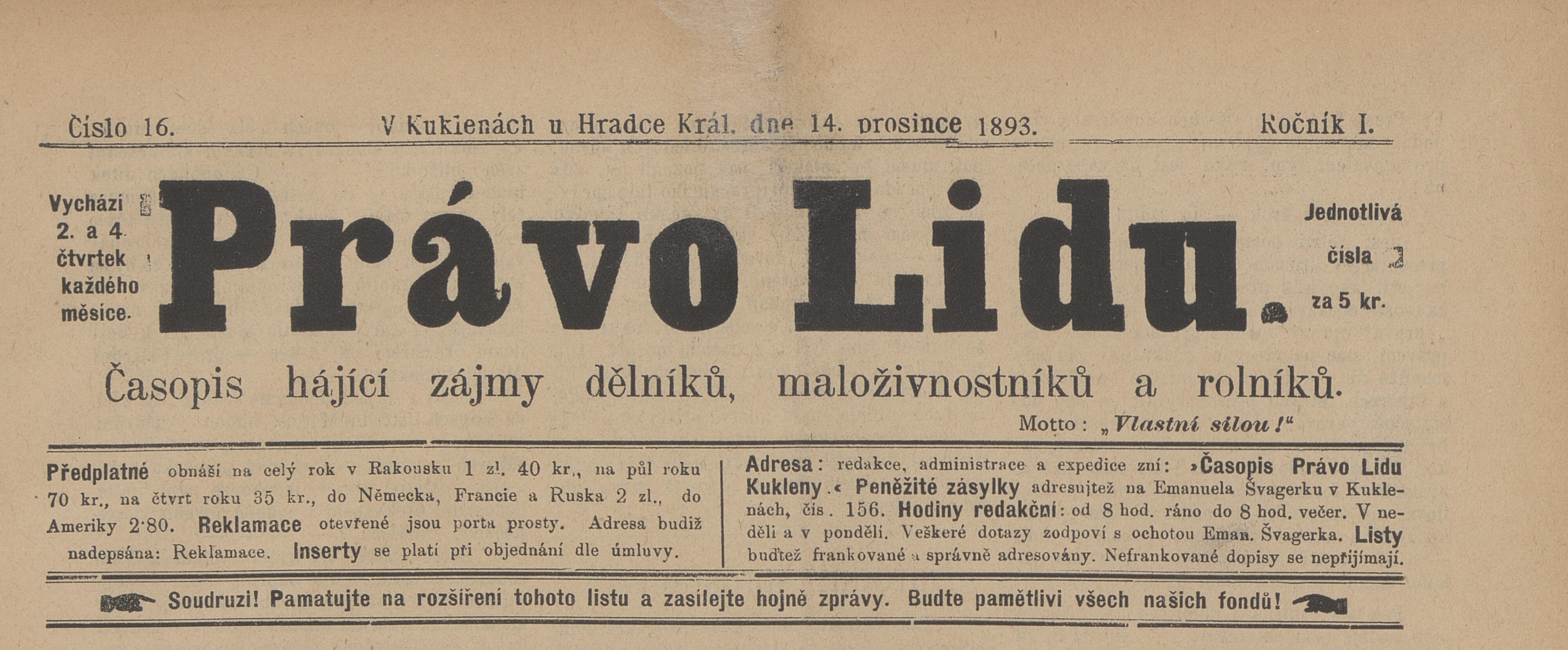
Právo lidu 1893 (oslovení čtenářů „Soudruzi“)

V češtině je slovo soudruh slovanského původu a znamenalo nejprve společník, druh ve společné věci. Koncem 19. století se slovo soudruh začalo též používat i v politickém smyslu, pro příslušníky politické levice (sociální demokracie).
Význam slova se dále posunul v době komunistického režimu v Československu, kde byl nejen obvyklým oslovením mezi příslušníky komunistické strany, ale také povinným oslovením ve služebním styku, což novější jazykové slovníky označují za hlavní významy a původní nezmiňují.
Později se začalo používat hovorově i jako synonymum k výrazu komunista, případně k označení komunistického režimu („za soudruhů“). Zvláště u pravicově smýšlejících lidí pak často nese slovo soudruh nádech urážky.

## Politické užití
Vzorem oslovení soudruh v politickém kontextu je francouzský termín camarade (původně „člen komory“), který se ujal podle podobné praxe ve Velké francouzské revoluci mezi francouzskou levicí na konci 18. století.[zdroj?] Od průmyslové revoluce se oslovení tradičně používá v některých socialistických, sociálně demokratických a komunistických stranách. Oslovení soudruhu používali i členové prvorepublikové Československé sociální demokracie, odkud jej převzala i KSČ, když se z ní vyčlenila.
V Sovětském svazu znamenalo slovo товарищ (tovarišč) původně obchodní společník nebo spolucestující (od tovar, zboží), obecněji kamarád, kolega. Po Říjnové revoluci v roce 1917 si oslovení osvojili bolševici.[zdroj?] V současném Rusku se již neužívá, až na výjimky, jako v relativně častém užití v armádě (např. ve spojení товарищ лейтенант – tovarišč lejtěnant, soudruhu (pane) poručíku).
V západoevropských zemích se většinou užívalo slov odvozených od téhož románského základu jako camarade, např. anglicky comrade, španělsky camarada nebo nizozemsky kameraad. Někde ale užití takových termínů nacistickým (například v písni Horst-Wessel-Lied) nebo fašistickým režimem zdiskreditovalo podobně odvozená slova[zdroj?] a ta byla nahrazena (v němčině místo Kamerad užívali komunisté termín Genosse, v italštině místo camerata termín compagno).
Po roce 1948 i komunistický režim v Československu převzal sovětský zvyk oslovování „soudruhu“ a „soudružko“ nejen mezi komunisty, ale i ve veškerém úředním a pracovním styku. Mezi komunisty a odboráři bylo všeobecně provázeno tykáním.
Po sametové revoluci se soudruh v politickém kontextu udržel v KSČM a menších komunistických organizacích; obnovená ČSSD místo něho zavedla oslovení příteli, ale to se příliš neujalo.
V Africe se termín používal často v souvislosti s původně demokratizačními či protirasistickými proudy. Oslovení comrade tak užívali třeba příznivci a členové Afrického národního kongresu v Jihoafrické republice nebo zimbabwské vládní strany ZANU (PF) Roberta Mugabeho. V Číně používali stejné oslovení (čínsky 同志, tchung-či) jak komunisté, tak nacionalisté ze strany Kuomintang.
V Albánii se používal termín „shok“, což má podobný význam jako v češtině.

## Soudruh v umění
| „                              | Do obrněného transportéru se vejde 20–25 západoněmeckých soudruhů. | “ |
| — poručík Troník, Černí baroni |                                                                    |   |

Vzhledem k běžné praxi v komunistických režimech se oslovení objevuje, často jako neutrální, v tehdejší oficiální literatuře a jiných druzích umění. V neoficiálních uměleckých textech a ve tvorbě po roce 1989 však bývá předmětem humoru a ironie, např. v románu Miloslava Švandrlíka Černí baroni. Řidčeji a především ve starší tvorbě se objevuje i v původním významu souputník, společník (viz např. báseň Jiřího Wolkera Věci či Nerudova Romance o Karlu IV.)
Oslovení soudruh (v originále comrade) užívají i postavy v politické satiře George Orwella Farma zvířat.